# Haggenschlössli

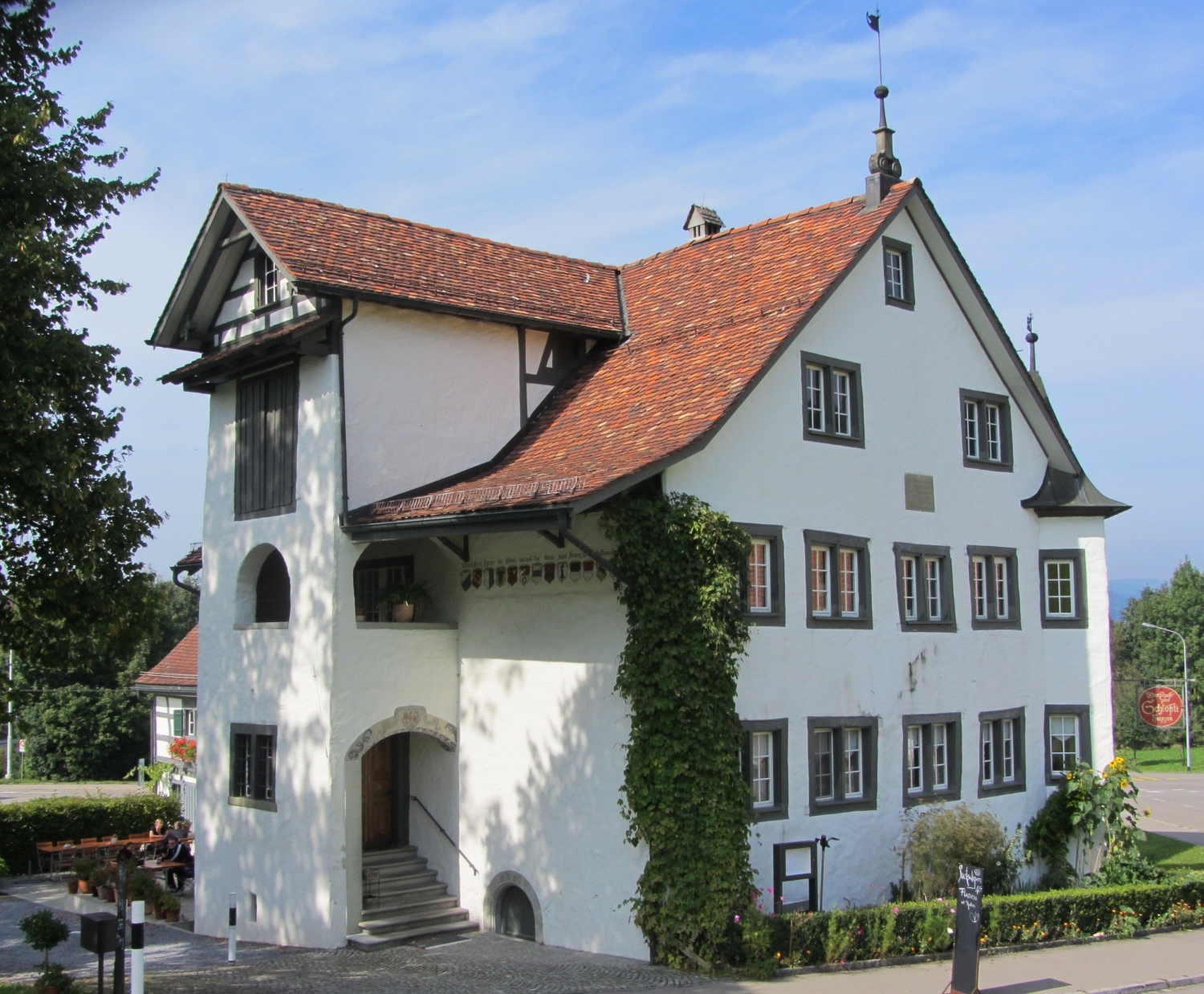
Das Schlössli Haggen

Das Haggenschlössli ist ein zwischen 1642 und 1644 zur Zeit des Frühbarock erbautes Herrenhaus im Stadtteil Haggen der Stadt St. Gallen an der Haggenstrasse 94. Es wird im Volksmund auf Grund seiner schlossartigen Erscheinung kurz „Schlössli“ genannt und ist Namensgeber des östlich angrenzenden Schlössli-Quartiers.

## Geschichte
Eine Bauinschrift an der grossen, nach Südwesten gerichteten Giebelfassade gibt an, dass Johannes Boppart, Hauptmann in spanischen Diensten und Sohn von Ulrich Boppart, das Haus im Jahre 1644 von Grund auf neu und mit erheblichem finanziellen Aufwand erbauen liess: „Mit gotes hilff vnd gnad vorab diß hauß von grund erbuwet hab, zwar mit groß gelt vnd menschenkunst, doch wems gott gibt der hats vmsonst. Johanes Papert. Anno 1644“. An der Südfront des Gebäudes findet sich über einer rundbogig gefassten Kellertüre die Jahreszahl 1642, welche vermutlich den Baubeginn markiert, während die Inschrift an der Giebelfassade die Vollendung benennt. Zur gleichen Zeit wurde auch die zum Grundstück gehörige Kapelle St. Wolfgang umgebaut.
Haggengüter sind schon in der zweiten Hälfte des 15. Jahrhunderts bezeugt. Als Grundbesitzer treten die miteinander verwandten Familien Hux und Von Gaissberg in Erscheinung. Der Haggenhof wechselte später in den Besitz des St. Galler Stadbürgers Ulrich Frank. 1572 wurde der Straubenzeller Hans Heim und kurz darauf Ulrich Boppart neuer Besitzer. Vermutlich liess Johannes Boppart den ehemaligen Haggenhof abbrechen und an der gleichen Stelle das neue "Schlössli" bauen.

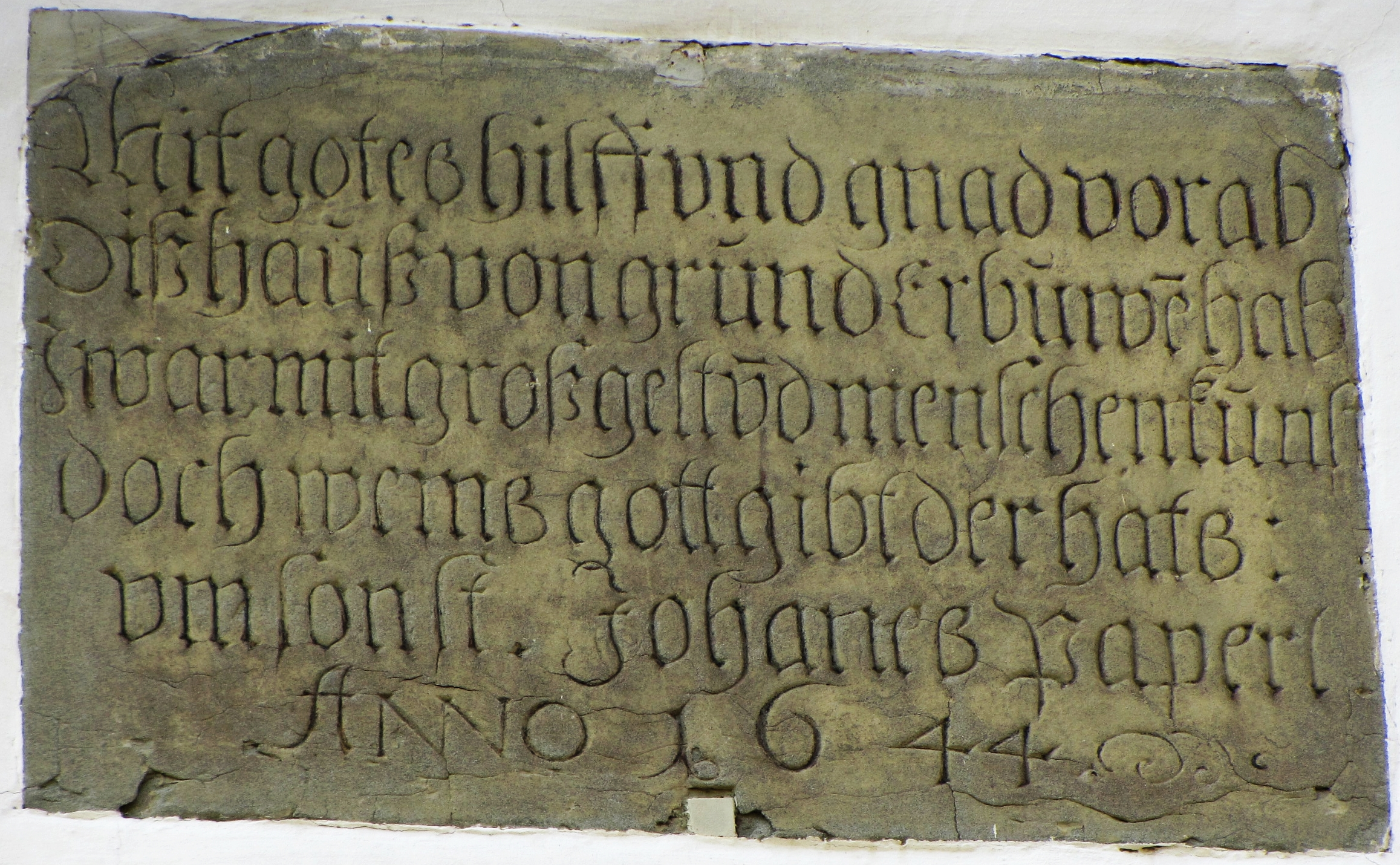
Bauinschrift an der Giebelfassade des Haggenschlössli

1918 ging das Anwesen in den Besitz der Stadt St. Gallen über. Es wurde 1935, 1973/74 und zuletzt 2008 renoviert. 1974 wurde es unter Bundesschutz gestellt. Das Haggenschlössli wird heute als Wirtschaft betrieben und ist ein beliebtes Ausflugsziel. Hochzeitsgesellschaften nutzen es gerne, gerade auch wegen der gleich daneben auf einem Hügel gelegenen, pittoresken Kapelle St. Wolfgang.